# Geikie Gorge National Park
Geikie Gorge National Park är en nationalpark i Australien.   Den ligger i delstaten Western Australia, i den nordvästra delen av landet, 3 000 km nordväst om huvudstaden Canberra. Geikie Gorge National Park ligger 124 meter över havet.
Omgivningarna runt Geikie Gorge National Park är i huvudsak ett öppet busklandskap.